# Paralía Agíou Andréa
Paralía Agíou Andréa (grec moderne : Παραλία Αγίου Ανδρέα) est une localité située dans le dème de Cynourie-du-Nord, dans le district régional d'Arcadie, dans la périphérie du Péloponnèse, en Grèce.
Selon le recensement de 2021, elle compte 37 habitants.